# Haute Maison de Woippy
Pour les articles homonymes, voir Haute Maison.
La Haute Maison est un monument situé dans commune française de Woippy du département de la Moselle dans la région historique de la Lorraine. 

## Histoire
Elle a été construite au XVe siècle à l'angle sud-ouest du village.
Le donjon de 14 mètres de haut est soutenu par un contrefort massif à l'angle et est couronné de créneaux.
Franz Xaver Kraus écrit : « ... au premier étage, des fenêtres gothiques en forme de dôme. Au deuxième étage, une grande salle avec six fenêtres très simples (milieu du XVe siècle) ».
La tour fortifiée a été transformée en maison d'habitation, avec l'ajout de nouvelles fenêtres et d'un garage.